# Philosophie féministe des sciences
La philosophie féministe des sciences est une branche de la philosophie féministe qui cherche à comprendre comment l'acquisition de connaissances scientifiques a été influencée par les notions de genre et de rôles de genre dans la société. Les philosophes féministes des sciences cherchent à comprendre comment la recherche scientifique et la connaissance scientifique elle-même peuvent être influencées et éventuellement compromises par le cadre social et professionnel dans lequel ces recherches et connaissances sont établies et existent. L'intersection du genre et de la science permet aux philosophes féministes de réexaminer les questions et vérités fondamentales dans le domaine des sciences pour révéler tout signe de préjugés sexistes. La philosophie féministe des sciences a été décrite comme étant située « aux intersections de la philosophie des sciences et de l'érudition scientifique féministe », et a attiré une attention considérable depuis les années 1970.
Les épistémologies féministes mettent souvent l'accent sur la « connaissance située » qui dépend des perspectives individuelles sur un sujet. Les philosophes féministes soulignent la sous-représentation des femmes scientifiques dans les universités et la possibilité que la science ait actuellement des biais androcentriques. L'épistémologie féministe suggère que l'intégration de modes de pensée et de logique féminins, sous-évalués par la théorie scientifique actuelle, permettra d'améliorer et d'élargir les perspectives scientifiques. Les partisans affirment qu'il peut être un guide dans la création d'une philosophie des sciences plus accessible au public. Les praticiens de la philosophie féministe des sciences cherchent également à promouvoir l'égalité des genres dans les domaines scientifiques et une plus grande reconnaissance des réalisations des femmes scientifiques.
Les critiques ont fait valoir que les engagements politiques des défenseurs de la philosophie féministe des sciences sont incompatibles avec l'objectivité scientifique moderne, soulignant le succès de la méthode scientifique en raison de son objectivité et de ses méthodes de fabrication des connaissances.

## Histoire

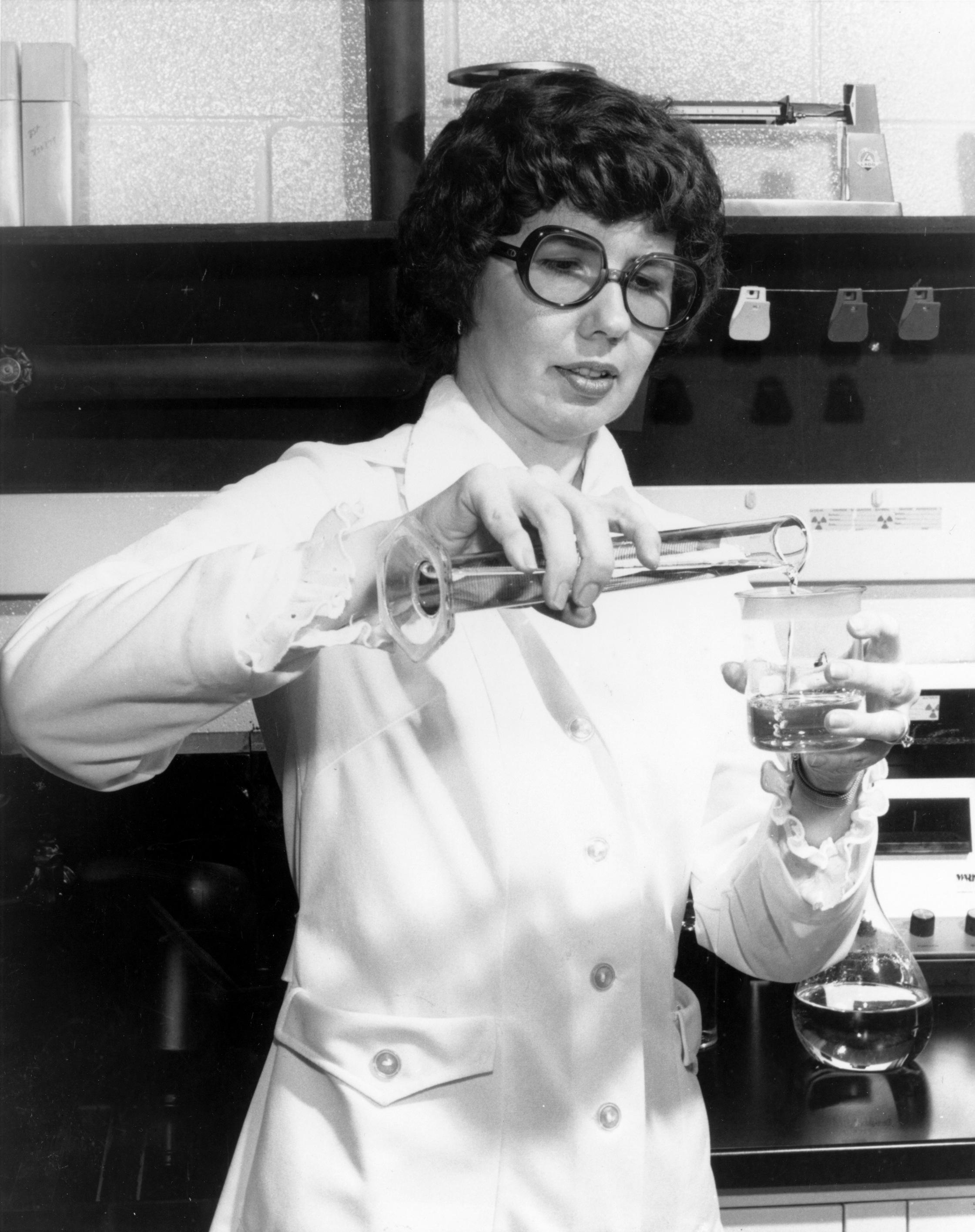
Souvent, les femmes n'avaient pas la possibilité d'accéder à des postes de scientifiques, mais plutôt en tant qu'assistantes pour les hommes scientifiques.

La philosophie féministe des sciences est née des études féministes des sciences dans les années 1960. Il faudra cependant attendre les années 1980 avant que la philosophie féministe des sciences ne développe sa propre identité. L'une des publications pionnière fut l'éditorial « Women, Science, and Society » publié en août 1978 par Catherine Stimpson et Joan Bursty dans Signs (en), journal universitaire fémininiste. Ce recueil de ce qui serait aujourd'hui identifié comme études féministes des sciences présentait des recherches dans trois domaines : la critique des biais sexistes dans les sciences, l'histoire des femmes dans le monde scientifique, et le statut des femmes dans les sciences d'après les recherches en sciences sociales et les mesures de politique publique. Ces trois sujets restent importants dans les études féministes des sciences actuelles.
Les études féministes des sciences sont devenues plus philosophiques et plus ambitieuses dans les années 1980 avec un travail sur la redéfinition des concepts épistémologiques de base. Cette évolution suivait celle du féminisme universitaire et a mené à la divergence des études plus sociologiques et historiques concernant les femmes dans les sciences et celles plus philosophiques renvoyant à la critique féministe des sciences. Cela a été documenté par les universitaires féministes Helen Longino et Evelynn Hammonds dans leur livre de 1990 Conflicts and Tensions in the Feminist Study of Gender and Science.
À la fin des années 1990, les études féministes des sciences s'établissent et comptent de nombreux chercheurs éminents dans leur domaine d'étude. Le philosophe John Searle caractérise le féminisme en 1993 comme une « cause à faire avancer » plus que comme un « domaine à étudier ».
En France, les études féministes des sciences et particulièrement les philosophies féministes des sciences sont peu représentées. Pour Ilana Löwy, ceci est dû à « la faiblesse institutionnelle des « études de genre » en France, et l’absence d’un domaine « genre et science », à l’intersection des études de genre, des « cultural studies » et de l’histoire sociale et culturelle des sciences ».

## Philosophie féministe des sciences

### Objectivité et valeurs
Certains remettent en question l'objectivité de la philosophie féministe des sciences. Les féministes soutiennent cependant qu'au lieu de saper l'objectivité, l'incorporation de valeurs féministes pourrait aider à créer des méthodes de recherche plus robustes et sophistiquées qui, à leur tour, pourraient produire de meilleurs résultats. En mettant en œuvre des idéologies féministes dans la science, cela éliminera le biais androcentrique dans le domaine de la science, créant une meilleure recherche, de meilleurs soins de santé et plus d'opportunités pour les femmes dans les domaines de l'enseignement supérieur et de la recherche. De nombreuses féministes dans ce domaine essaient de remettre en question l'idée que la science est « sans valeur », qui suppose que les sciences ne sont pas affectées par les effets sociétaux ou l'expérience du producteur de connaissances. La science n'est pas autonome et la recherche nécessite un financement dont les décisions politiques entrent en jeu. 

### Point de vue et connaissances
La philosophie féministe des sciences a traditionnellement été très critique du manque d'accès et d'opportunités pour les femmes en science et pense que la science peut être, et a été « déformée par des valeurs sexistes ». Sharon Crasnow souligne comment « l'exclusion des femmes en tant que chercheurs et sujets » dans la recherche scientifique, les études et les projets peut conduire à des méthodes et méthodologies incomplètes et finalement à des résultats peu fiables ou inexacts. Certaines philosophies féministes des sciences se demandent si la science peut revendiquer « l'impartialité, la neutralité, l'autonomie et l'indifférence aux positions politiques et aux valeurs » lorsque la position « neutre » est comparée aux valeurs détenues par une culture, c'est-à-dire le patriarcat occidental, parmi les multitude de cultures participant à la science moderne.
Une théorie complète du point de vue (standpoint feminist theory, un ensemble d'approches particulières dans le domaine en question) contient sept parties pour bien comprendre l'emplacement du pouvoir que l'on possède, leur "privilège épistémique". Anderson les expose dans sa revue Feminist Epistemology and Philosophy of Science. Le premier point de la théorie doit énoncer la localisation sociale de l'autorité. La seconde, quelle est l'étendue de l'emprise de cette autorité, sur quoi revendique-t-elle un privilège. Troisièmement, quel aspect de la situation sociale autorise l'autorité. Quatrièmement, les motifs de l'autorité, ce qui justifie leur privilège. Cinquièmement, le type de privilège épistémique qu'il prétend avoir. Sixièmement, les autres perspectives similaires à la sienne. Enfin, l'accès à ce privilège, en occupant le lieu social, suffit-il pour accéder à la perspective.
Relatif à l'objectivité, l'épistémologie peut donner une compréhension plus complète de la nature de la connaissance scientifique. L'épistémologie féministe fait partie d'un groupe d'approches en science studies qui nous pousse à reconnaître le rôle du social dans la production de connaissances. L'épistémologie féministe incite à considérer les caractéristiques de la culture et d'eux-mêmes comme des êtres de connaissance qui étaient en dehors de ce qui était considéré comme approprié. Les objectifs des chercheurs et les valeurs qui façonnent le choix des objectifs sont pertinents pour les connaissances auxquelles nous arrivons. Cela a des implications à la fois sur la façon dont nous formons les scientifiques et sur la façon dont nous éduquons tout le monde sur la science. Si la science est considérée comme davantage liée à l'application, davantage liée aux besoins et aux désirs humains, les groupes traditionnellement sous-représentés auront une plus grande motivation pour réussir et persévérer dans leurs cours de sciences ou poursuivre une carrière scientifique. La motivation sera plus grande à mesure que les membres des groupes sous-représentés verront comment la science peut produire des connaissances qui ont de la valeur pour leurs préoccupations d'une manière compatible avec une bonne méthodologie scientifique.

### Défis et contributions
L'un des principaux défis auxquels sont confrontées les philosophes féministes des sciences consiste à convaincre certains sceptiques dans les domaines de la philosophie et des sciences que la philosophie féministe des sciences est en fait un domaine légitime et objectif de recherche et d'étude universitaires plutôt qu'une idéologie. Le Dr Richardson fait remarquer que ceux qui portent cette accusation contre la philosophie féministe des sciences méconnaissent complètement ses motivations et ses ambitions. Richardson décrit combien de philosophes des sciences féministes sont impliquées dans « des projets constructifs ambitieux pour construire une meilleure science ». Les études de cas ont joué un rôle majeur dans l'avancement de la philosophie féministe des sciences. Par exemple, une étude menée par Lloyd en 2005 sur la fonction orgasme féminin dans laquelle elle explore comment les biologistes évolutionnistes ont fait de fausses hypothèses quant à la fonction de l'orgasme féminin. Ils croyaient qu'il devait avoir un but reproductif chez les femelles simplement parce qu'il en avait chez les mâles. Ils sont allés jusqu'à ignorer les preuves évidentes car cela allait à l'encontre de leurs croyances initiales. Cette critique a provoqué un débat approfondi car elle a attaqué les croyances fondamentales des biologistes de l'évolution.[réf. nécessaire]
L'un des plus grands défis auxquels sont confrontées les femmes philosophes est la marginalisation dans le domaine académique de la philosophie selon le Dr Richardson. Ils sont confrontés à l'exclusion dans les domaines scientifiques et sont marginalisés et largement sous-représentés de la même manière que les minorités dans le domaine de la philosophie. Leurs critiques sur de nombreux sujets tels que les préjugés sexistes sont souvent modifiées, déformées et traduites de manière inefficace par les scientifiques et donc par le grand public.
Elaine Howes a déclaré que la philosophie féministe de la science peut être appliquée à la scolarité de ma maternelle au secondaire américaine. D'après son examen de la séparation des sexes dans les matières scientifiques et technologiques, elle estime que la philosophie féministe des sciences devrait également être appliquée aux écoles publiques américaines. En utilisant des théories féministes pour examiner les préjugés sexistes dans les écoles publiques, Howes suggère que des réformes possibles pourraient être mises en œuvre pour combler l'écart dans les sciences, la technologie, l'ingénierie et les mathématiques. Sa conviction est qu'en commençant par le bas, de nombreuses filles entreraient dans un domaine des sciences et technologies et s'y tiendraient grâce aux réformes qu'elle a suggérées, puis créeraient un changement dans le domaine de la science de l'intérieur.

### Science socialement responsable
La science socialement responsable est une combinaison de rôles épistémiques et de valeurs sociales. Cette conjonction de recherche/preuve et d'éthique est utilisée par la philosophie féministe pour la création d'une "bonne science". Dans l'article de Matthew Brown « La source et le statut des valeurs pour la science socialement responsable », il discute de cet objectif d'être socialement engagé dans la science, pour « créer de meilleurs codes d'éthique pour leurs sociétés professionnelles », il pense que cela se fait en mettant l'accent sur « l'éthique et la philosophie sociale et politique au moins autant que l'épistémologie et la métaphysique". En valorisant l'étude de l'éthique, de la politique et des études sociales et en appliquant cette science socialement responsable, Browne pense que cela créera un nouveau programme pour la science.